# Florence Klingensmith
Florence Klingensmith (* 3. September 1904 als Florence Edith Gunderson in Oakport Township, Minnesota; † 4. September 1933 bei Chicago) war eine US-amerikanische Flugpionierin. Sie war die erste Pilotin im Staat North Dakota, starb allerdings einen Tag nach ihrem 29. Geburtstag bei einem Absturz während eines Luftrennens in Chicago.

## Leben
Florence Klingensmith wurde 1904 in Minnesota als Tochter von Gustave und Florence Gunderson geboren. 1918 zog die Familie nach Moorhead, Minnesota, wo sich Florence sehr bald für abenteuerliche Tätigkeiten wie Skifahren und Motorradfahren interessierte. Nach ihrer Schulzeit arbeitete sie zunächst als Kurierfahrerin. Am 25. Juni 1927 heiratete sie Charles Klingensmith. Die Ehe wurde bereits nach weniger als anderthalb Jahren wieder geschieden, aber Florence nahm nicht wieder ihren Mädchennamen an.
Am 27. August 1927 besuchte Charles Lindbergh auf seiner Tournee das nahegelegene Fargo. Klingensmith, die seinem Auftritt beigewohnt hatte, war fortan von der Luftfahrt begeistert und beschloss, sich diesem Gebiet zu widmen. Im Folgejahr belegte sie Kurse in Mechanik und nahm Flugunterricht. Im Sommer des Jahres 1928 begann sie unter Anleitung ihres Fluglehrers E.M. Canfield mit dem Fallschirmspringen und absolvierte mehrere Sprünge.
Später im Jahr begann Klingensmith, um Sponsoren für den Kauf eines eigenen Flugzeugs zu werben. Bis April 1929 hatte sie genügend Gelder gesammelt, um eine Maschine des Herstellers Monocoupe Aircraft aus Moline (Illinois) zu erwerben. Dieses Flugzeug taufte Klingensmith auf den Namen „Miss Fargo“ und unternahm mit ihm, nachdem sie im Juni 1929 als erste Frau in North Dakota eine Pilotenlizenz erwerben konnte, im Sommer eine Barnstorming-Tour durch den Bundesstaat. Zusätzlich begann sie mit der Teilnahme an Luftrennen.
In den Folgejahren betätigte sich Klingensmith weiter an Luftakrobatik. Am 19. April 1930 stellte sie einen inoffiziellen Rekord über 143 Loopings auf; am 22. Juni 1931 dann einen offiziellen über 1078 Loopings. Zusätzlich knüpfte Klingensmith Kontakte in die Luftfahrtindustrie und wurde im September 1930 „Northern Division Traffic Manager“ von American Eagle Airlines. Vor allem aber nahm sie weiterhin und mit zunehmendem Erfolg an Luftrennen teil. So siegte sie bei den National Air Races 1931 in Cleveland in vier Wettbewerben und gewann 1931 die Amelia Earhart Trophy.
Im September 1933 trat Klingensmith als erste und einzige Frau beim mit einem Preisgeld von 10.000 $ ausgeschriebenen Frank Phillips Trophy Race an. Ihr Flugzeug war eine Granville Brothers Senior Sportster, dessen werksseitiger 220 PS starker Motor allerdings durch ein Triebwerk mit einer Leistung von mehr als 670 PS ersetzt worden war, was die Maschine lediglich zum Start in einem Wettbewerb ohne Beschränkungen der Motorleistung berechtigte. Am Ende der 8. von zehn Runden des Rennens lag Klingensmith auf dem 4. Platz, als das Flugzeug vermutlich durch strukturelles Versagen unkontrollierbar wurde und vom Kurs abkam. Die Maschine stürzte einige Kilometer vom Wettkampfgelände entfernt ab. Klingensmith versuchte noch einen Notabsprung, aber ihr Fallschirm verfing sich im Leitwerk des Flugzeugs, und sie kam beim Aufprall ums Leben.
Klingensmith wurde in Fargo auf dem Oakmound-Friedhof beerdigt. Obschon menschliches Versagen beim Absturz ausgeschlossen wurde, nahmen die Veranstalter der National Air Races ihren Unfalltod zum Anlass, Frauen von künftigen Ausgaben auszuschließen. Andere Fliegerinnen wie Amelia Earhart protestierten dagegen, indem sie eigene Luftrennen abhielten. Klingensmith wurde 1998 in die Minnesota Aviation Hall of Fame aufgenommen.